# Пейдж, Род
Родерик Рейнор Пейдж (англ. Roderick Raynor Paige; род. 17 июня 1933) — американский политический и государственный деятель. Член Республиканской партии, он был министром образования в период с 2001 по 2005 год в администрации президента Джорджа Буша-младшего.

## Биография
Пейдж служил в ВМС США с 1955 по 1957 год.
Работал деканом педагогического колледжа Южного техасского университета.
В 1994—2001 годах — суперинтендант Хьюстонского независимого школьного округа.
С ноября 2016 года по июнь 2017 года занимал должность временного президента Джексонского государственного университета.
Университет Хьюстона вручил ему почётную докторскую степень в 2000 году. Университет Индианы в Блумингтоне присвоил Пейджу степень почётного доктора гуманитарных наук в 2017 году.